# Diekendaal
Het gehucht Diekendaal behoort tot de kern Heijen van de gemeente Gennep in de Nederlandse provincie Limburg; het is gelegen in een bos.
Over de geschiedenis van Diekendaal is vrij weinig bekend. Uit archeologisch onderzoek blijkt dat er in 500 voor Christus al land werd verbouwd op de plaats van het huidige Diekendaal. Diekendaal wordt voor het eerst vermeld op een kaart uit 1682 getekend door Nicolaes Visscher. In Diekendaal staat de Gerardamolen, die samen met het Huis Heijen het beeld van Heijen bepaalt. Er zijn onder meer een restaurant en camping gevestigd.
Stad: Gennep      Dorpen: Heijen · Milsbeek · Ottersum · Ven-Zelderheide

Buurtschappen en gehuchten: Aaldonk · Dam · De Looi · Diekendaal · Hekkens · Smele · Zelder

Limburg: Steden en dorpen      Nederland: Provincies · Gemeenten